# .tg
Pour les articles homonymes, voir TG.
.tg est le domaine de premier niveau national (country code top level domain : ccTLD) destiné au Togo.

## Description
Le domaine .tg est administré par l’Autorité Togolaise de Régulation des Communications Électroniques et des Postes (ART&P), l’entité responsable de la gestion des domaines nationaux au Togo. Cette administration couvre également les domaines pour d’autres territoires ou entités associés au Togo.
L'ART&P propose également des domaines de second niveau :
- .gouv.tg : réservé aux institutions gouvernementales togolaises ; son utilisation est restreinte et soumise à une validation préalable par l’ART&P.
- Les domaines de second niveau suivants sont fermés à l'enregistrement depuis mars 2009 :
  - .asso.tg : réservé aux associations légales au Togo
  - .com.tg : ouvert à tous sans justification spécifique

Le domaine .tg a été introduit en septembre 1996, bien que son ouverture n’ait été pleinement effective qu’à partir des années suivantes.
La facturation des domaines .tg a été introduite dès le lancement du domaine en 1996. Initialement, seule la création d’un sous-domaine était facturée.
La charte définissant les règles d’attribution des noms a été introduite en 1996. Un domaine .tg pouvait être enregistré par toutes les entreprises et associations ayant une présence au Togo, sur présentation de justificatifs administratifs, comme un extrait de registre du commerce ou une déclaration auprès des autorités locales.
Le 1er janvier 2010, le domaine .tg a été élargi aux particuliers résidant au Togo, et à partir de 2015, la possibilité de réserver un domaine .tg a été ouverte aux personnes physiques résidant dans les autres pays d'Afrique de l'Ouest.
En 2018, l’ART&P a mis en place des mesures visant à renforcer la cybersécurité autour du domaine .tg, notamment en encourageant les propriétaires de domaines à activer des protections supplémentaires comme le DNSSEC (Domain Name System Security Extensions).

## Règles d'enregistrement
Les enregistrements peuvent être effectués auprès de bureaux d'enregistrement sous contrat avec l’ART&P, pour les personnes suivantes :
- Les personnes morales dont le siège social ou l’adresse d’un établissement est situé au Togo, ou dans une autre nation d’Afrique de l'Ouest.
- L’État, les collectivités territoriales ainsi que leurs établissements publics.
- Les personnes physiques domiciliées au Togo ou dans une autre nation d'Afrique de l'Ouest, principalement dans les pays membres de la CEDEAO.

## Termes réservés
Les noms de domaine identiques à ceux de certaines institutions publiques et autorités gouvernementales togolaises sont soumis à un examen préalable. Cela inclut les préfixes tels que "mairie-", "ville-", "cr-" pour les conseils régionaux, "agglo-" pour les communautés d'agglomération, et autres termes administratifs.

## Statistiques d'usage
En décembre 2024, environ 350 000 domaines utilisent l'extension .tg. Ce chiffre est en constante augmentation grâce à l’amélioration des services de gestion de domaine et la sensibilisation accrue des entreprises et particuliers à la valeur des noms de domaine pour la présence en ligne au Togo.